# Cooper Flagg
Cooper Flagg (Newport, 21 dicembre 2006) è un cestista statunitense professionista nella NBA con i Dallas Mavericks. Dopo avere vinto diversi premi di giocatore dell'anno alle scuole superiori, al college ha giocato nei Duke Blue Devis. Nella sua unica stagione nella pallacanestro universitaria è stato premiato come All-American e come giocatore dell'anno della NCAA.

## Carriera

### Scuole superiori
Flagg frequenta la Nokomis Regional High School a Newport, Maine, per una stagione, prima di trasferirsi alla Montverde Academy a Montverde, Florida. Nell'ultima annata viene selezionato per il McDonald's All-American Boys Game. Il 27 marzo 2024 viene nominato Gatorade National Player of the Year. Viene inoltre premiato come Mr. Basketball USA e come Naismith Prep Player of the Year. Chiude la stagione con una media di 16,4 punti, 7,5 rimbalzi, 3,8 assist e 2,7 stoppate a partita, portando gli Eagles a un record perfetto di 34 vittorie e zero sconfitte e al loro ottavo titolo nazionale.

### College
Flagg si iscrive alla Duke University nel giugno 2024 per partecipare agli allenamenti estivi dei Blue Devils. Debutta a livello universitario  nel primo turno contro Maine il 4 novembre 2024 segnando 18 punti, con 7 rimbalzi, 5 assist e 2 palle rubate nella vittoria per 96-62.
Il 4 gennaio 2025 fa registrare una doppia doppia con 24 punti e 11 rimbalzi nella vittoria per 89-62 su SMU.
Flagg gioca una gara da record nella vittoria su Notre Dame il 12 gennaio 2025, segnando 42 punti, con 6 rimbalzi e 7 assist, tirando con 11 su 14 dal campo, 4 su 6 da tre punti e 16 su 17 ai tiri liberi. Quei 42 punti sono un nuovo record per un giocatore al primo anno sia per la Duke University che per l'Atlantic Coast Conference. Il 18 gennaio 2025 Flagg segna 28 punti con 5 rimbalzi nella vittoria per  88-63 sul Boston College. Il 17 febbraio 2025 diventa il primo giocatore negli ultimi venticinque anni della conference con almeno 500 punti, 100 assist e 30 stoppate nella stagione regolare. Alla fine della stagione regolare Duke vince il titolo della ACC, in cui ha avuto un record di 19-1. Viene premiato come giocatore dell'anno della ACC e come matricola dell'anno, unendosi a Zion Williamson, Marvin Bagley III e Jahlil Okafor quali unici altri giocatori della storia della conference ad aggiudicarsi entrambi i premi nella stessa stagione.

### Carriera professionistica
Flagg era pronosticato dalla quasi totalità dei media come la prima scelta assoluta del Draft NBA 2025. La notte del draft le aspettative sono state rispettate venendo scelto con la prima chiamata assoluta dai Dallas Mavericks.

## Statistiche

### College
| Anno      | Squadra          | PG | PT | MP   | TC%  | 3P%  | TL%  | RP  | AP  | PRP | SP  | PP   |
| --------- | ---------------- | -- | -- | ---- | ---- | ---- | ---- | --- | --- | --- | --- | ---- |
| 2024-2025 | Duke Blue Devils | 37 | 37 | 30,7 | 48,1 | 38,5 | 84,0 | 7,5 | 4,2 | 1,4 | 1,4 | 19,2 |
| Carriera  | Carriera         | 37 | 37 | 30,7 | 48,1 | 38,5 | 84,0 | 7,5 | 4,2 | 1,4 | 1,4 | 19,2 |

## Palmarès

### Scuole superiori
- McDonald's All-American Game: 2024
- National high school player of the year: 2024
- Jordan Brand Classic: 2024
- Nike Hoop Summit: 2024
- Gatorade National Men's Athlete of the Year: 2024
- USA Basketball Male Athlete of the Year: 2022

### NCAA
- NCAA AP All-America Team:

First team: 2025
- Oscar Robertson Trophy: 2025
- Giocatore dell'anno: 2025
- Lute Olson Award: 2025
- Julius Erving Award: 2025
- Wayman Tisdale Award: 2025
- NABC Player of the Year: 2025
- NABC Freshman of the Year: 2025
- Giocatore dell'anno della ACC: 2025
- Formazione ideale della ACC: 2025
- Rookie dell'anno della ACC: 2025
- Quintetto difensivo della ACC: 2025
- Formazione ideale dei debuttanti della ACC: 2025
- Naismith College Player of the Year: 2025